# Triodion von Bitola

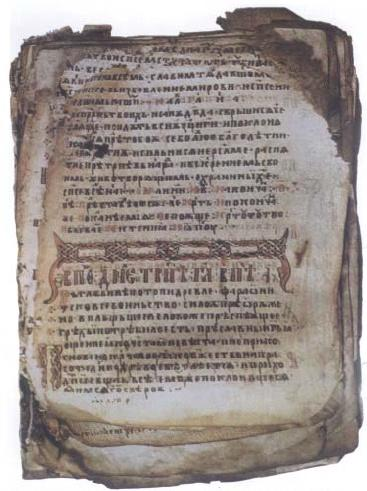
Triodion von Bitola

Das Triodion von Bitola (oder Triodion von Kitschewo) ist eine verzierte Handschrift in altkirchenslawischer Sprache aus der zweiten Hälfte des 12. Jahrhunderts. Das Triodion enthält Teile der Gesänge eines Fastentriodions.
Es sind 101 Pergamentblätter im Format 195 × 275 cm erhalten.
Neben byzantinischen Hymnen sind Gebete von Konstantin von Preslaw enthalten. Texte sind von Kliment von Ohrid und Naum von Ohrid.
Der Text ist in kyrillischer Schrift, er enthält an 56 Stellen glagolitische Buchstaben. Er entstand im Umfeld der Schule von Ohrid. Schreiber war ein Mönch Georg Grammatikos aus dem Dorf Wala.
Zu einer späteren Zeit wurden einige Noten hinzugefügt.
Die Handschrift wurde 1898 in das bulgarische Handelskontor in Bitola in Nordmazedonien gebracht, aus einem der umliegenden Dörfer, wahrscheinlich Kitschewo. 1907 brachte sie der bulgarische Historiker Jordan Iwanow nach Bulgarien. Heute befindet sie sich in der Bulgarischen Akademie der Wissenschaften in Sofia.

## Ausgaben
- Zaimov, J. The Kičevo Triodium. Полата кънигописьная, 10/11, 1984, S. 1-202